# Druja Wąskotorowa
Druja Wąskotorowa (pierwotnie Druja) – zlikwidowana wąskotorowa stacja kolejowa na Białorusi. Końcowa stacja Brasławskiej Kolei Wąskotorowej.
W chwili powstania znajdowała się w II Rzeczypospolitej, w województwie wileńskim. Po II wojnie światowej na terenie Związku Radzieckiego. Obecnie na Białorusi.

## Historia
Stacja powstała w 1915 roku. Posiadała wówczas rozstaw szyn 750 mm.
W 1916 roku stację przekuto na rozstaw 600 mm. W 1932 roku stację ponownie przekuto na rozstaw 750 mm.
Według stanu z 1 stycznia 1938 roku stacja posiadała 3 tory o łącznej długości 396 m, parowozownię mieszczącą dwa parowozy, obrotnicę oraz rampę boczną drewnianą krytą o długości 10 m.
Ruch pociągów zawieszono w 1964 roku, niedługo potem stację rozebrano.
W październiku 2018 roku w miejscu stacji ustawiono kamień upamiętniający kolej wąskotorową. Ustawiono też kozioł oporowy, fragment toru oraz oś kolejową.

## Galeria

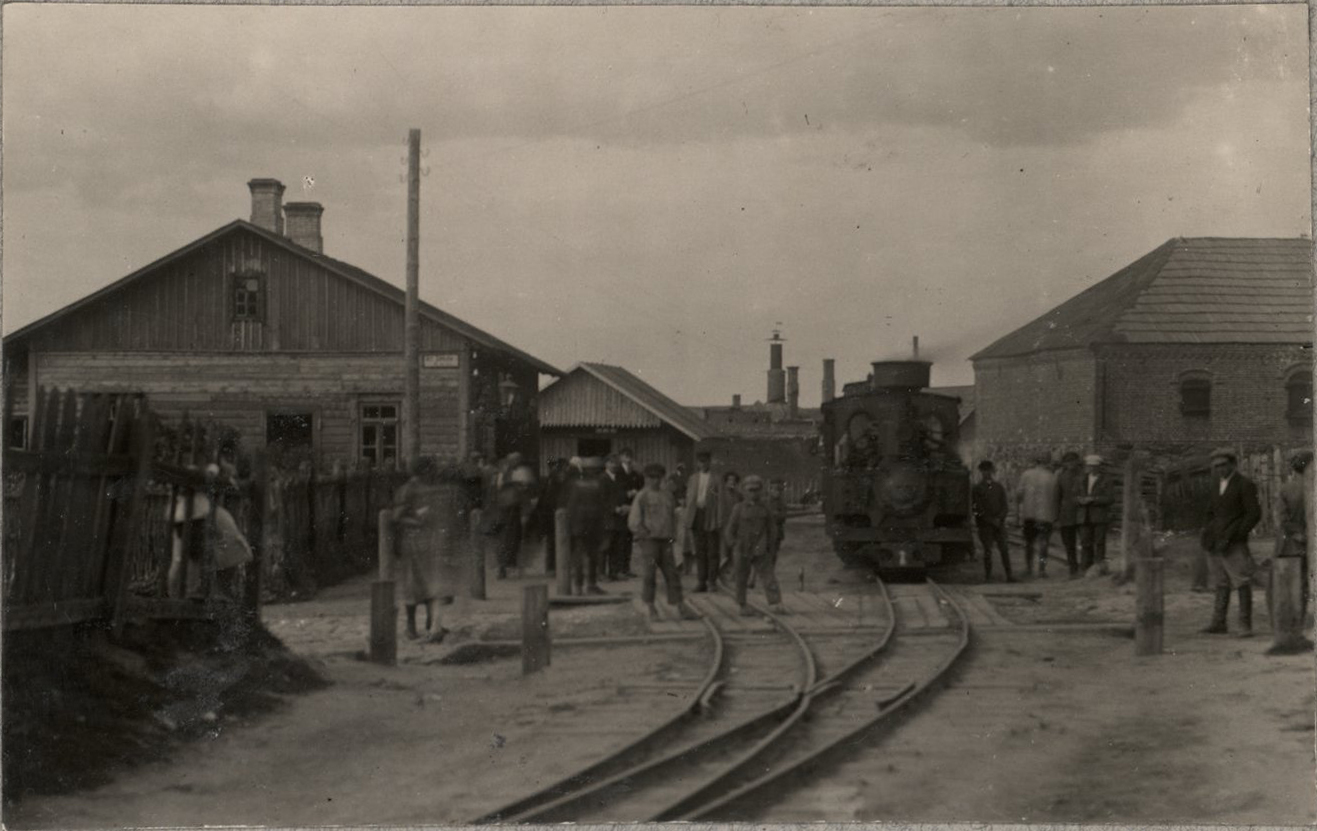
Stacja w 1929 roku
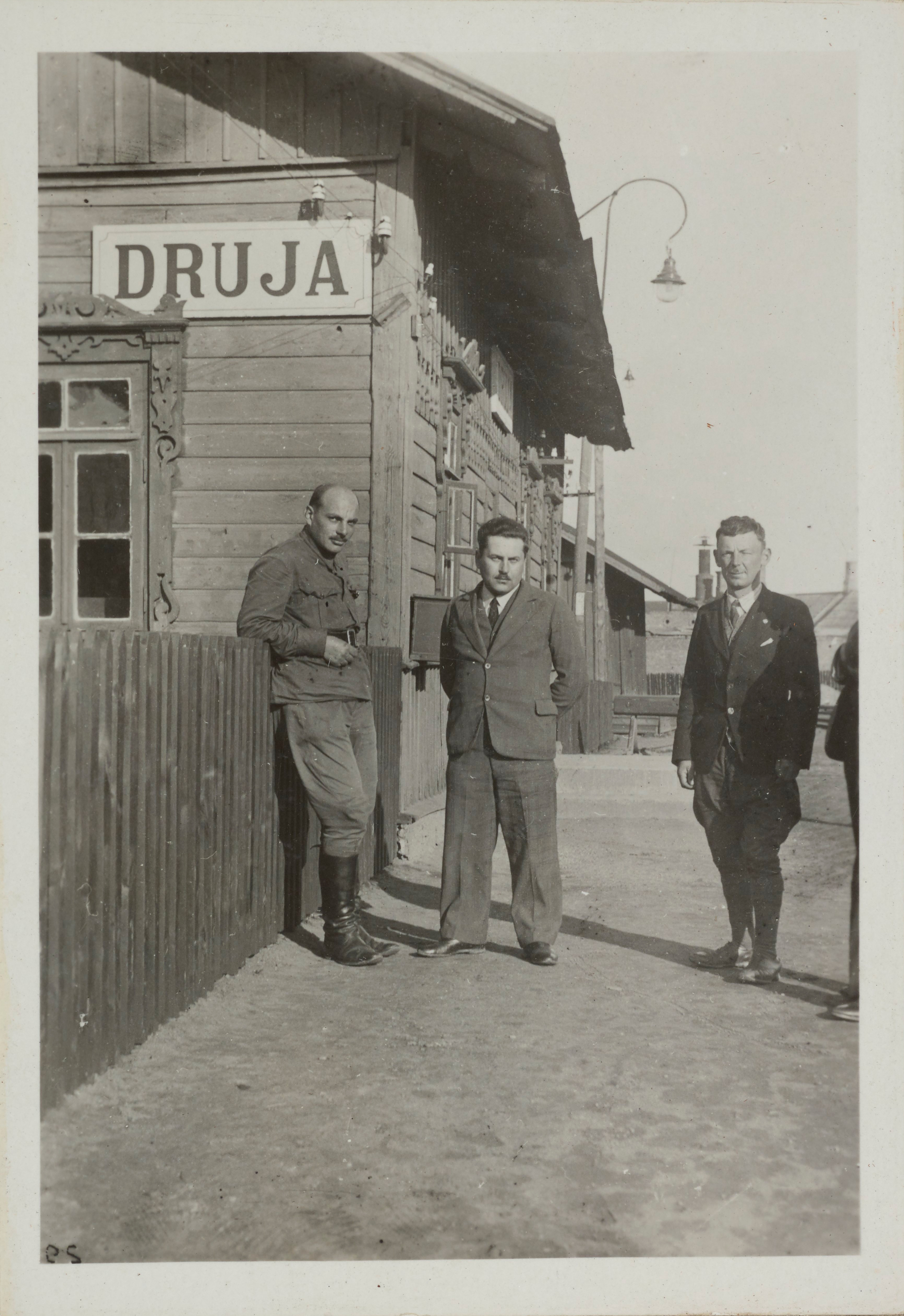
Stacja w 1933 roku